# Herwig Seeböck
Herwig Seeböck (7 de diciembre de 1939 – 28 de febrero de 2011) fue un actor, director y artista de cabaret austriaco.

## Biografía
Nacido en Viena, Austria, en sus comienzos Seeböck estudió pintura en la Universidad de Artes Aplicadas de Viena. Para financiar sus estudios trabajó como extra en el Burgtheater, actividad que acabó por hacerle decantar a la actuación, la cual aprenidó con lecciones privadas de Albin Skoda. Como en el Burgtheater no obtenía ningún papel relevante, fundó un teatro propio a principios de los años 1960, el Burgspiele am Leopoldsberg, que funcionó hasta 1964. Después fue llevado por Gerhard Bronner al stadtTheater walfischgasse como artista de cabaret.
A los 25 años de edad tuvo un percance en una posada en Grinzing en la que fue confundido por un ladrón, resultando detenido y condenado a cuatro meses y medio de prisión. Esta experiencia resultó en Große Häfenelegie, su obra más famosa. Se estrenó en 1965 en el Neuen Theater am Kärntnertor con Kurt Sobotka, representándose unas 3,000 veces en dos años.

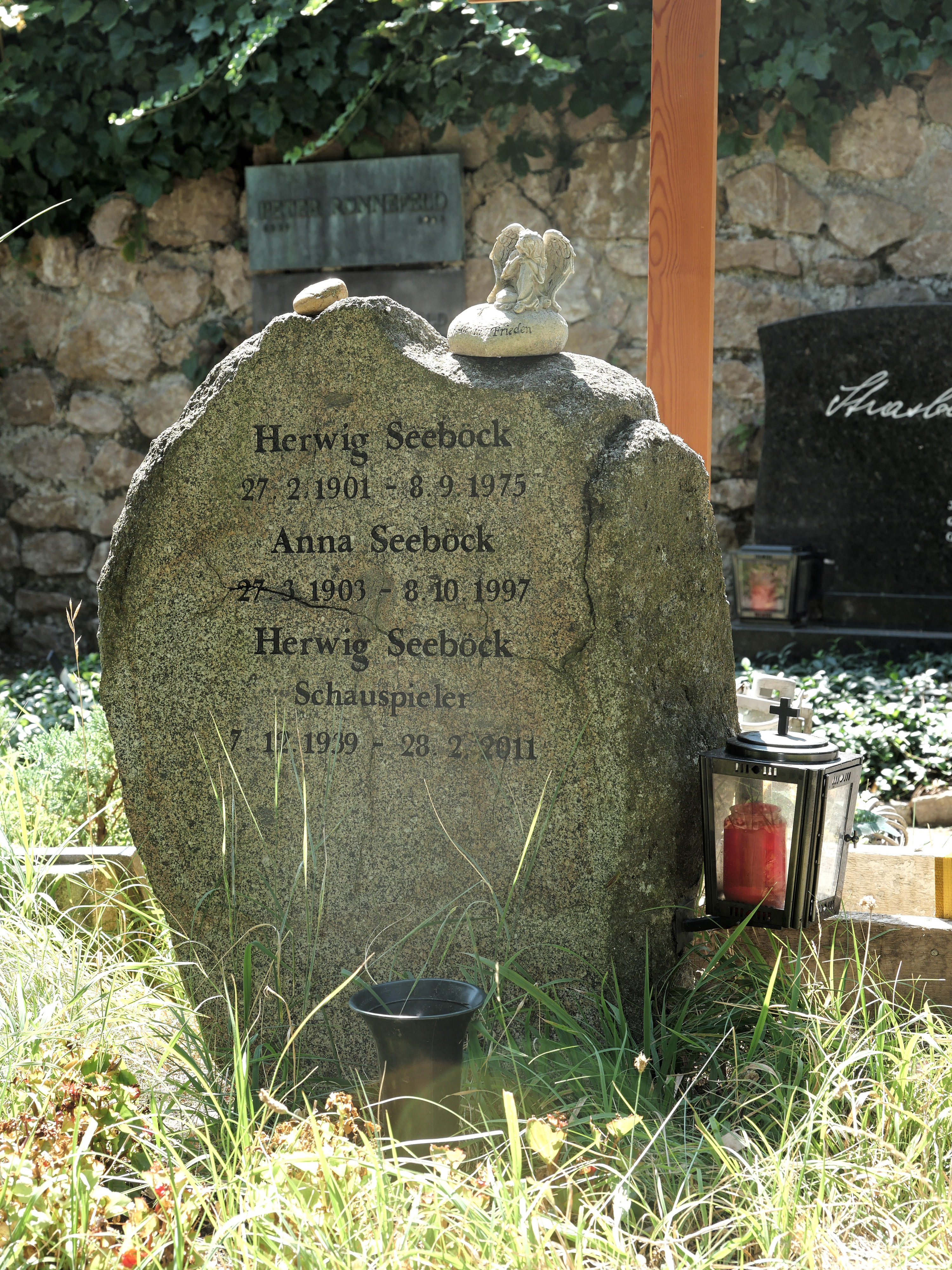
Tumba de la familia Seeböck en el Cementerio de Grinzing

Posteriormente actuó en Basilea, Friburgo de Brisgovia, Graz (de 1967 a 1969), en el Volkstheater de Viena (desde 1970 a 1973, y desde 1977 a 1979), así como en Burgtheater (entre 1973 y 1976). A partir de 1981 Seeböck fue actor independiente. Además, también dio lecciones en el Seminario Max Reinhardt y tuvo como alumnos privados a Roland Düringer, Alfred Dorfer, Josef Hader, Werner Sobotka, Werner Brix, Florian Scheuba, Christoph Fälbl, Reinhard Nowak, Gery Seidl, Wolfgang Pissecker, Andrea Händler y Monica Weinzettl. Aparte de actuar, también dirigió, escribió piezas de cabaret, pintó y tradujo.
En el teatro de verano de Sieveringer, que Seeböck fundó en 1984, interpretó numerosas obras de Shakespeare que él tradujo para la ocasión. 
Herwig Seeböck se retiró de la actuación unos años antes de su muerte, la cual ocurrió en Viena en 2011, a los 71 años de edad. Fue enterrado en una tumba familiar en el Cementerio de Grinzing, dedicada por la ciudad de Viena (Grupo 1B, número 55). Había estado casado con la actriz Erika Mottl. La pareja tuvo a Jakob Seeböck, también actor, y a Ida Seeböck, actriz y autora, que en marzo de 2013 editó su primer libro, una biografía de su padre titulada Es wird ihnen eine Lehre sein, publicada por la Editorial Czernin Verlag.

## Obra (selección)
- 1966 : Die große Häfenelegie (monólogo en disco)
- 1966 : Haushalt oder Die Sandhasen
- 1968 : Fahrdienstleiter Smafts (monólogo)
- 1970 : Der Selbstmord (un actor)
- 1970 : Für mich sind sie Freie (teatro)
- 1979 : Singles 1979 (teatro)
- 1984 : Liest Karl Valentin (lectura, con su esposa Erika Mottl)
- 1985 : Quer durch (cabaret)
- 1985 : Summanochdsdraam in Sievering (teatro de verano)
- 1988 : Qualverwandtschaften (cabaret, con Andrea Händler)
- 1989 : Ausflüge – Anfälle – Ausfälle (cabaret)
- 1991 : Das Seeböckbuch
- 1993 : Roll over Rilke (cabaret, con Roland Düringer)
- 1994 : Krank zu werden ist nicht schwer (cabaret)

## Filmografía (selección)
- 1983 : Kottan ermittelt (serie TV), episodio Smokey und Baby und Bär
- 1983 : Waldheimat (serie TV)
- 1992 : Muttertag – Die härtere Komödie
- 1993 : Der Salzbaron (miniserie)
- 1998 : Hinterholz 8

## Radio
- 1988 : Jürgen Hofmann: Das Panorama, dirección de Robert Matejka (Rundfunk im amerikanischen Sektor Berlin/ORF)